# 227 (serie de televisión)
227 fue una serie de televisión estadounidense transmitida por la cadena NBC entre 1985 y 1990. La serie fue protagonizada por Marla Gibbs y era una adaptación de una obra escrita en 1978 por Christine de Houston sobre la vida de la mujer en un edificio de apartamentos predominantemente de raza negra en 1950 en Chicago. El ajuste de la serie, sin embargo, se cambió a la actual de Washington D. C.
Según Gibbs, cuando 227 se vendió originalmente a NBC, la serie fue dirigida para comenzar en 1986, ya que la serie que protagonizaba en la cadena CBS todavía no finalizaba. Sin embargo esta fue abruptamente cancelada en 1985, por lo que Gibbs era libre de comenzar, y 227 entró en producción un año antes de lo previsto anteriormente.

## Sinopsis
227 siguió las vidas de las personas que habitaban un grupo de edificios de apartamentos de clase media en Washington D. C.. En el centro se encontraba el personaje de Marla Gibbs, María Jenkins, una entrometida ama de casa. Hal Williams interpretó a su marido, Lester, un trabajador de la construcción, y Regina King tomó el papel de su estudiosa hija de 14 años, Brenda.
En 227 también completaban el elenco Jackée Harry como Sandra Clark, quien peleaba constantemente con María sobre sus respectivos puntos de vista sobre la vida. Helen Martin interpretó a Pearl Shay, un vecino entrometido cascarrabias, conocido por su espionaje. Pearl tenía un nieto llamado Calvin Dobbs, interpretado por Curtis Baldwin, del cual Brenda estaba enamorado.
Alaina Reed Hall interpretó a la amigable Rose Lee Holloway, la cual tenía una hija llamada Tiffany, interpretado por Kia Goodwin, quien desapareció después de la primera temporada. A mitad de la primera temporada, Rose se convirtió en la propietaria del edificio, luego de la inesperada muerte del dueño anterior; permaneciendo como patrona hasta la cuarta temporada.
Para el momento en que comenzaron las grabaciones de la tercera temporada (1987), Jackée Harry, quien había ganado un premio Emmy a la mejor actriz de reparto, cambia su nombre artístico a simplemente Jackée, el cual utilizó hasta 1994. En la cuarta temporada, Countess Vaughn se unió al reparto como Alejandría Simon, una niña prodigio de 11 años de edad que se convierte en huésped de Jenkins. Al año siguiente, sin embargo, Alejandría desapareció de la serie sin una explicación.
Su producción en la cuarta temporada comenzó en 1988, cuando la tensión entre las estrellas Gibbs y Jackée iban aumentando debido al creciente foco de interés que tenía el personaje de Sandra. Para mantener las estrellas felices, a Jackée se le dio la oportunidad de protagonizar un spin-off para dar un giro a Sandra en su propio espectáculo. El piloto de su serie fue rechazado, y Jackée dejó el programa, sin embargo, volvió a 227 como estrella invitada en ocho episodios de la temporada final.
La última temporada de 227 se caracterizó por la inclusióin de numerosas estrellas invitadas para realizar un intento por subir los rátings. Sin embargo, los esfuerzos fueron infructuosos, y 227 terminó finalizó en la primavera de 1990.

## Elenco
- Marla Gibbs como Mary Jenkins.
- Hal Williams como Lester Jenkins.
- Regina King como Brenda Jenkins.
- Alaina Reed Hall como Rose Lee Holloway.
- Kia Goodwin como Tiffany Holloway.
- Jackée Harry como Sandra Clark.
- Helen Martin como Pearl Shay.
- Curtis Baldwin como Calvin Dobbs.
- Reynaldo Rey como Ray the Mailman.
- Countess Vaughn como Alexandria DeWitt.
- Kevin Peter Hall como Warren Merriwether.
- Stoney Jackson como Travis Filmore.
- Toukie A. Smith como Eva Rawley.
- Barry Sobel como Dylan McMillan.
- Paul Winfield como Julian C. Barlow

## Rátings en EE. UU.
| Temporada | Años Transmitidos | Rango Audiencia (#) |
| --------- | ----------------- | ------------------- |
| 1.ª       | 1985-1986         | 20                  |
| 2.ª       | 1986-1987         | 14                  |
| 3.ª       | 1987-1988         | 27                  |
| 4.ª       | 1988-1989         | menor al lugar 30   |
| 5.ª       | 1989-1990         | menor al lugar 30   |

- Datos: Q1248238